# Viento es la dicha de amor
Viento es la dicha de amor es una zarzuela con música del compositor José de Nebra y texto de Antonio de Zamora. A día de hoy es considerado como uno de los títulos más populares del compositor, pese a no ser una de las zarzuelas del periodo Barroco más representadas de la actualidad. La última vez que Viento es la dicha de amor se representó sobre un escenario fue en la temporada 2012/2013 del Teatro de la Zarzuela de Madrid con una producción de Andrés Lima.

## El compositor
José de Nebra (Calatayud 1702; Madrid 1768) fue uno de los compositores más relevantes del panorama musical español del siglo XVII dada su condición de organista, vicemaestro de la Capilla Real, compositor de obras escénicas y pedagogo del teclado. Hijo de José Antonio Nebra Mezquita (1672-1748), organista de la catedral de Cuenca y maestro de los Infantes de Coro entre 1711 y 1729, recibió lecciones de música de su padre. Sus hermanos también se dedicaron a la música: Francisco Javier Nebra Blasco (1705-1741) fue organista en La Seo, en Zaragoza, y Joaquín Ignacio Nebra Blasco (1709-1782) fue igualmente organista de La Seo hasta su muerte, tras el traslado de su hermano a Cuenca en 1729.
Nebra se convierte hacia 1719 en organista del Monasterio de las Descalzas Reales en Madrid, siendo maestro de capilla José de San Juan. Hacia 1723 comienza a componer música escénica que vende en los teatros de Madrid. En 1724 Nebra es nombrado segundo organista de la Capilla Real, pero tras la muerte de Luis I y la vuelta al trono de Felipe V, pasa a ser supernumerario. En 1751 se convierte en Vicemaestro de la Capilla Real. A partir de 1761 fue maestro de clavicémbalo del infante don Gabriel de Borbón.
Tras el incendio del Alcázar de Madrid en 1734, en el que desapareció por completo la colección de música sacra de la Capilla Real, se dedicó, junto con Antonio de Literes, a la composición. Se convertirá en responsable del Archivo de Música de la Capilla Real, cuyo patrimonio se aumentará no sólo con la obra de Nebra y Literes, sino que se adquirirán obras de Francesco Corselli, Maestro de la Capilla Real en la época, José de Torres, Felipe Falconi, Alessandro Scarlatti, Leo, Sarro, Farantino, etc.
De Nebra se han conservado más de ciento setenta obras litúrgicas: misas, salmos, letanías y un Stabat Mater en el Archivo Real; compuso varias cantatas, más de una decena de villancicos y alrededor de treinta obras de teclado (órgano y clave), aunque la investigación en distintos archivos sigue descubriendo partituras de José de Nebra.
Entre lo más destacado de su obra, cabe citar un Réquiem por la muerte de la reina Bárbara de Braganza y su obra escénica, pues escribió unas veinte zarzuelas, entre las que están Iphigenia en Tracia y Viento es la dicha de amor.

## El libretista
El dramaturgo Antonio de Zamora (1665-1727) se sitúa en un tiempo de transición entre dos siglos y dos formas de ver el teatro español. Heredero de los planteamientos literarios de Calderón de la Barca, su obra se sitúa en uno de los periodos menos estudiados de la literatura española, a la sombra del todavía imponente Siglo de Oro y aún carente de la gloria del neoclasicismo y del pensamiento ilustrado. Pese a esto se trata de uno de los periodos más fructíferos de la literatura española gracias al último rey de los Austria y del primer Borbón.
En este momento, Zamora escribió autos sacramentales, dramas históricos de gran carga política y obtuvo grandes éxitos con comedias de figurón o una de las que tratan por primera vez el mito de Don Juan. Además, el dramaturgo cultivó con gran intensidad la comedia mitológica y la zarzuela, con títulos como Veneno es de amor la envidia y Fábula de Polifemo y Galatea.

## Las producciones de la zarzuela
Se desconoce el primer estreno de Viento es la dicha de amor, pero es deducible que tuvo lugar en vida del libretista. El texto aparece por primera vez publicado en 1744 en el segundo tomo de las comedias del escritor (el primer tomo aparece publicado en 1722) el texto publicado aparece en una copia manuscrita en la que se indica que se representó "el día de años del Conde de Lemus", haciendo posible referencia a Ginés Francisco Fernández de Castro, fallecido en 1741 y que ocupó el puesto de virrey de Cerdeña durante el reinado de Felipe V.
Al estreno de la obra, patrocinada por el mencionado noble o vinculada a la corte del momento, podía pertenecer la tonada Selva apacible que si hoy floreciente, atribuida al compositor Juan de Navas (1647-1719) y correspondiente al texto original de Zamora. Navas fue arpista en la Capilla Real desde comienzos de siglo hasta su muerte y tuvo gran experiencia en el terreno de la música escénica, contando con varios títulos en su producción. Dado el caso de que la primera antología de sus obras data de 1705 y que es en esta donde se encuentra la tonada nos acerca a la idea de que el estreno de 'Viento' tuvo lugar cerca del cambio de siglo.
Viento es la dicha de amor fue estrenada en Madrid el 28 de noviembre de 1743, con música de José de Nebra (la más popular de las versiones que tuvo la obra) y texto de Antonio de Zamora adaptado por Manuel Guerrero. Las representaciones a cargo de la compañía de Antonio Palomino se mantuvieron, al menos, hasta el diez de diciembre, pero desconocemos la recaudación obtenida ni el lugar exacto en el que se representó. Cinco años después tuvo lugar una reposición de la obra en el Teatro del Príncipe a cargo de la compañía de Manuel de San Miguel, manteniéndose en cartel durante ocho días y logrando una gran recaudación. Para esta producción se compusieron nuevos números basados en sainetes, entremeses y sus músicas correspondientes.
La última representación de la obra en el siglo XVIII de la que se tiene constancia tuvo lugar el 20 de mayo de 1752 en el Coliseo de la Cruz por la compañía de Manuel Guerrero. Para esta producción se compusieron nuevas arias, así como dos sainetes nuevos encargados a Antonio Fernández. Las anotaciones en la partitura nos permiten saber que en las representaciones participaron las actrices Teresa Garrido, María Hidalgo, María Ángela Hidalgo y Jacoba Palomera, las cuales ya conocían la obra al haber participado en representaciones anteriores y, posiblemente, en su estreno.

## Argumento

### Jornada I
Zéfiro -hijo del Viento-, ayudado por los zagales ha incendiado el templo de Amor, quien se lamenta al ver destruir su templo y anuncia su venganza. Amor se disfraza para ayudar a Liríope -ninfa dedicada al culto a Amor y a quien quiere conquistar Zéfiro-, que huye despavorida. Tiresias -sabio astrólogo que es vecino del templo de Amor-, Fedra -que vive con Tiresias- y las ninfas descubren a Liríope, que canta lo sucedido. Tiresias se ofrece a acoger a Liríope. Aparecen discutiendo los zagales y Antenor -príncipe extranjero enamorado de un retrato de Fedra, que acude al templo en su búsqueda-. Tiresias pide que dejen de discutir e interroga a Antenor sobre lo que ha pasado, y Tiresias le ofrece hospitalidad. Cerca de esa casa, Zéfiro acecha esperando la oportunidad de ver a Liríope, mientras canta su amor a ella. Aparece Marsias persiguiendo a Delfa, y Zéfiro les aborda pidiendo explicaciones. Marsias - criado de Antenor- y Delfa se pelean. Marsias tiene interés en el vino, la comida y las mujeres y se pelea constantemente con Delfa mientras busca sus favores. Zéfiro tiene la intención de sobornar a Delfa para conseguir la información que le permita la entrada en la quinta de Tiresias donde se refugia Liríope.
Liríope y sus ninfas, ayudadas por Fedra y los zagales, componen un pabellón en homenaje y desagravio a Amor. Mientras, Amor, disfrazado de zagal, presencia la escena. Queda Fedra de guardia en el templo. Antenor y su criado Marsias, al que creía muerto en el naufragio, se acercan a saludar a las ninfas, cuando sorprenden una escena de celos entre Fedra y Zéfiro. Antenor ofrece su ayuda a Fedra y descubre que se trata de la mujer de la que está enamorado. Zéfiro, que entró en el pabellón sobornando a Delfa, aborda a Liríope que intenta huir. A los requerimientos de Liríope responde Zéfiro, le declara su amor y ella le recrimina sus mentiras. Amor disfrazado de peregrino se interpone entre ellos ayudando a Liríope y regañando a Zéfiro. Llegan todos atraídos por la discusión, y Liríope quiere ceder a los requerimientos de Zéfiro, pero Amor, ahora sin disfraz, se lo impide.

### Jornada II
Fedra, Delfa y las ninfas descansan en la estancia de Fedra. Antenor, que se siente celoso desea abordar a Fedra. Amor, disfrazado, espera el momento de su venganza. Tiresias consulta a los astros y las cartas el destino de Liríope, quien le sorprende y quiere saber lo que le depara el futuro. Mientras, Amor ha entrado sin ser visto y permanece a la espera de lo que sucede en los jardines cercanos. Tersias se resiste a hablar, pero finalmente confirma las intuiciones de Liríope: el Fuego, violencia del deseo, y el Viento, la acechan. Tiresias predice el nacimiento de Narciso, hijo de Zéfiro y Liríope, que morirá desgraciado por causa de la ninfa Eco. Liríope se desespera y se marcha para suicidarse y burlarse así de lo predestinado. Todos van en su busca y ayuda. Aprovechando la situación Delfa y Marsias siguen en sus peleas amorosas. En el río, Zéfiro busca desesperado a Liríope. Canta su amor cuando es sorprendido por Fedra y Antenor, y se produce una escena de amor y celos. Liríope, en otro lugar del río se interna en el agua para poner fin a su vida, pero Zéfiro se lo impide. Liríope se deja ayudar y, aunque se muestra preocupada ante la predicción, Zéfiro ahuyenta sus temores y va entregándose al amor, pero finalmente pide ayuda sobreponiéndose al amor que siente, y Zéfiro huye. Las ninfas ayudan a Liríope y los zagales persiguen a Zéfiro. Mientras, Delfa y Marsias siguen entre cariños y discusiones.
Tiresias, en una rotonda de los jardines de su quinta, reflexiona sobre lo ocurrido. En el jardín las ninfas y Fedra tratan de consolar a Liríope y con ese propósito van a recoger flores para hacer una guirnalda para el escudo de Amor. Al traer los presentes, ajenos al
problema, mencionan a Narciso y Eco, desatando la furia de Liríope. Delfa intenta calmarla y canta mientras las ninfas danzan. Aparece Zéfiro dispuesto a todo para llevarse a Liríope. El Viento comienza a desatarse, y Liríope le pide que cese, pero Zéfiro acalla su voz cantando. Liríope cree que las voces son de su imaginación y Zéfiro entonces hace volar las flores del ramo de Liríope. Esta tiene sospechas pero no quiere admitirlo. Liríope intenta impedir su rapto pidiendo ayuda a las ninfas, pero nuevamente Zéfiro acalla su voz con el Viento y finalmente logra raptar a Liríope, llevándosela a su elemento, el Aire. Amor se presenta enfurecido, y Tiresias le intenta aplacar en vano, siente rabia por no haber podido evitar que Zéfiro se llevase a Liríope. Reaparecen Zéfiro y Liríope que se ha dejado llevar por el Amor venciendo su miedo al destino, y cantan felices el triunfo del Amor.